# Saint-Didier-en-Donjon
Saint-Didier-en-Donjon é uma comuna francesa na região administrativa de Auvérnia-Ródano-Alpes, no departamento Allier. Estende-se por uma área de 34,56 km². Em 2010 a comuna tinha 255 habitantes (densidade: 7,4 hab./km²).